# Lyonetia ledi
Lyonetia ledi là một loài bướm đêm thuộc họ Lyonetiidae. Loài này có ở hầu hết châu Âu, ngoại trừ Đảo Anh, Ireland, bán đảo Iberia, Ý và bán đảo Balkan.
Sải cánh dài 8–9 mm.
Ấu trùng ăn Myrica gale và Ledum palustre. Chúng ăn lá nơi chúng làm tổ. 